# São Francisco do Conde
São Francisco do Conde este un oraș în statul Bahia (BA) din Brazilia.